# Kruiskapel (Oud-Geleen, Hendriklaan)
De Kruiskapel is een kapel in Geleen in de Nederlands Zuid-Limburgse gemeente Sittard-Geleen. De kapel staat in Oud-Geleen op de hoek van de Hendriklaan met de Irenelaan ten oosten van sportpark Glanerbrook,
Op ongeveer 450 meter naar het noorden staat de Kruiskapel aan de Norbertijnenstraat.
De kapel is gewijd aan het kruis.

## Geschiedenis
Vroeger stond er op de hoek van de Pieterstraat met de Kinkenweg een lindenboom met een kruis. Met de aanleg van de straten Hendriklaan en Irenelaan verdween de boom.
In 1954 werd op initiatief van de Buurtvereniging Irenelaan een kruiskapel gebouwd die op 31 oktober 1954 werd ingezegend door de pastoor.
In 1980 werd met Pinksteren de kruiskapel vernield tijdens Pinkpop 1980 op het nabijgelegen sportpark. In 1982 herstelde men de kapel op initiatief van Ouderen vereniging Oud Geleen en schonk de Stichting Kruisen en Kapellen een nieuwe corpus voor de kapel. Vier maanden later werd het kruis uit de kapel gestolen en werd er door de buurt een nieuw kruis geplaatst.

## Gebouw
De Kruiskapel heeft een zeer open karakter. Ze bestaat uit een gemetselde bakstenen muur waarop een naar voren uitkragend zadeldak met kunstleien is aangebracht. Het onderste gedeelte van de muur is iets breder met aan de bovenzijde een rand van natuursteen en aan de voorzijde een hardstenen gevelsteen met de tekst ons enig heil. Aan de voorzijde zijn er twee lage rechthoekige bakstenen kolommen gemetseld. In het bovenste gedeelte is een houten kruis bevestigd met hierop een corpus.